# Pegomya dentella
Pegomya dentella este o specie de muște din genul Pegomya, familia Anthomyiidae, descrisă de Li și Deng în anul 1983. Conform Catalogue of Life specia Pegomya dentella nu are subspecii cunoscute.